# Terra Alta
 (octobre 2017).
Le contenu est difficilement compréhensible vu les erreurs de traduction, qui sont peut-être dues à l'utilisation d'un logiciel de traduction automatique.
Terra Alta est une comarque (région) de la Catalogne, située dans la province de Tarragone et dont la capitale est Gandesa. Elle forme, avec le Montsià, le Baix Ebre et la Ribera d'Ebre, le territoire des Terres de l'Èbre, à l'extrême sud de la Catalogne. Elle est composée de douze municipalités. Contrairement à ses voisines, la comarque de Terra Alta n'est traversée par aucun cours d'eau permanent, mais effleure l'Èbre, à son confluent avec la Matarraña, à son extrémité nord, et est bordée par l'Algars (ca), à l'ouest, qui la sépare de l'Aragon. Elle possède tout le charme rural des régions qui ont su garder les pratiques agricoles traditionnelles. La majorité de ses habitants se consacre à ces pratiques et la région conserve l'héritage d'un paysage de grande valeur culturelle et un patrimoine remarquable. Elle produit le vin de dénomination d'origine Terra Alta (ca).

## Carte
| Anoia Bages Segarra Solsonès Conca de · Barberà Moianès Osona Berguedà Basse · Cerdagne Alt · Urgell Pallars · Sobirà Val d'Aran Alta · Ribagorça Pallars · Jussà Noguera Urgell Pla · d'Urgell Segrià Garrigues Alt · Penedès Baix · Llobregat Barcelonès Vallès · Occidental Maresme Vallès · Oriental Ripollès Garrotxa Alt Empordà Pla de · l'Estany Gironès Selva Baix · Empordà Garraf Baix · Penedès Tarragonès Alt · Camp Baix · Camp Priorat Ribera · d'Ebre Terra · Alta Baix Ebre MontsiàFrance Pyrénées-Orientales Ariège Haute · Garonne Andorre Aragon Communauté valencienneMer Méditerranée |

## Communes
Arnes, Batea, Bot, Caseres, Corbera d'Ebre, la Fatarella, Gandesa, Horta de Sant Joan, el Pinell de Brai, la Pobla de Massaluca, Prat de Comte, Vilalba dels Arcs.